# Кременчук — Ананьїв — Богородчани
Кременчук — Ананьїв — Богородчани - газопровід, призначений для транзиту газу територією України у балканському напрямку.

## Значення
У середині 1980-х років в межах планів по освоєнню гігантського Ямбурзького родовища було вирішено подати його газ не лише у західному напрямку (газопровод «Прогрес»), але й для транзиту у країни Балканського регіону. Для цього потрібно було зв'язати газотранспортний хаб у м.Єлець (Липецька область Росії), куди ресурс подавався трубопроводом Ямбург-Єлець, з районом Ізмаїлу на румунському кордоні. Однією із ланок цієї системи став газопровід Кременчук — Ананьїв — Богородчани. Він прокачував газ, отриманий по трубопроводу Єлець — Кременчук — Кривий Ріг, у західному напрямку. При цьому пунктом призначення міг бути як Балканський регіон (через Ананьїв — Тирасполь — Ізмаїл), так і західний експортний напрямок (через компресорну станцію Богородчани, яка обслуговувала такі магістральні газопроводи як «Союз», «Уренгой — Помари — Ужгород», «Прогрес»).

## Будівництво
Лінійну частину газопровода Кременчук — Ананьїв — Богородчани довжиною 532 км із труб діаметром 1020 мм ввели в експлуатацію у 1986 році. На трасі спорудили компресорні станції Задніпровська (вихідна точка), Кіровоградська, Південнобузька, Ананьїв, Шолданешти (Молдова, введена в експлуатацію у 1988 р.), Дрокія (Молдова), Хотин. Газопровід міг подавати до 8,7 млрд.м³ на рік у напрямку на Богородчани, проте в підсумку був в основному задіяний для поставок на Балкани. Так, за 2000 рік обсяг прокачаного на захід газу становив лише 1,3 млрд.м³ проти 11,4 млрд  м³ поданих до Ананьїв — Тирасполь — Ізмаїл.

## Сучасність
Враховуючи російські плани по максимальному виключенню України із схеми транзиту газу, зокрема проект «Турецький потік», в майбутньому трубопровід Кременчук — Ананьїв — Богородчани може припинити працювати і на південний напрямок поставок. Тому осінню 2016 року «Нафтогаз України» скасував тендер ПАТ «Укртрансгаз» на витратну реконструкцію компресорних станцій на цьому маршруті — «Задніпровська», «Південнобузька», «Ананьїв».